# Bonded by Blood
Pour les articles homonymes, voir Bonded by Blood (groupe).
Albums de Exodus
Pleasures of the Flesh
(1987)
Bonded by Blood  est le premier album studio officiel du groupe californien de thrash metal Exodus, sorti en 1985. L'album fut remasterisé et ressorti par Century Media Records en 1999 seulement pour l'Europe, avec deux bonus live datant du 8 mars 1989, enregistrés à Londres et avec Steve Souza au chant.
Cependant, bien que l'album était déjà enregistré en juillet 1984, il n'est sorti que pendant l'année suivante, en raison de conflits entre le groupe et son label.
C'est le premier et unique album du groupe enregistré avec Paul Baloff au chant.
Bonded by Blood est considéré comme l'un des meilleurs albums de thrash metal.
Le groupe de thrash metal américain Bonded by Blood porte ce nom en référence à cet album.

## Musiciens
- Paul Baloff - chants
- Gary Holt - guitare
- Rick Hunolt - guitares
- Rob McKillop - basse
- Tom Hunting - batterie

## Liste des titres
| No | Titre                    | Auteur                                | Durée |
| -- | ------------------------ | ------------------------------------- | ----- |
| 1. | Bonded by Blood          | Gary Holt, Paul Baloff                | 3:43  |
| 2. | Exodus                   | Gary Holt, Paul Baloff                | 4:05  |
| 3. | And Then There Were None | Gary Holt, Tom Hunting                | 4:40  |
| 4. | A Lesson in Violence     | Gary Holt, Tom Hunting                | 3:49  |
| 5. | Metal Command            | Gary Holt, Paul Baloff, Mark Whitaker | 4:13  |
| 6. | Piranha                  | Gary Holt, Paul Baloff                | 3:45  |
| 7. | No Love                  | Gary Holt, Paul Baloff                | 5:08  |
| 8. | Deliver Us to Evil       | Gary Holt, Rick Hunolt, Mark Whitaker | 7:07  |
| 9. | Strike of the Beast      | Gary Holt, Paul Baloff                | 3:57  |

### Réédition
| No  | Titre                           | Auteur                 | Durée |
| --- | ------------------------------- | ---------------------- | ----- |
| 10. | And Then There Were None (Live) | Gary Holt, Tom Hunting | 4:52  |
| 11. | A Lesson in Violence (Live)     | Gary Holt, Tom Hunting | 3:26  |